# Afrânio Salgado Lages
Afrânio Salgado Lages (Maceió, 14 de março de 1911 – Maceió, 12 de fevereiro de 1990) foi um advogado, professor, jornalista e político brasileiro que foi escolhido governador de Alagoas em 1970.

## Dados biográficos
Filho de José Gonçalves Lages e Maria Salgado Lages. Advogado formado pela Universidade Federal da Bahia em 1931, presidiu a seccional da Ordem dos Advogados do Brasil em seu estado e o Instituto dos Advogados de Alagoas, além do Instituto Histórico e Geográfico de Alagoas e a Associação Alagoana de Imprensa. Casou-se com Elia de Aguiar Porto em março de 1936. D. Lilita, como era mais conhecida.
Militante do Integralismo, ajudou a espalhar a doutrina de Plínio Salgado por todo o estado, participando da fundação de núcleos municipais em municípios como Pilar, onde fez uma conferência em torno do corporativismo e da realidade brasileira, em 2 de março de 1934, e São Luís do Quitunde, em 19 de junho de 1934. Chegou pertencer à Câmara dos Quatrocentos, órgão de assessoramento da chefia nacional da Ação Integralista Brasileira (AIB).
Ingressou na política parlamentar em 1935, elegendo-se deputado estadual à Assembleia Constituinte alagoana, pela legenda da AIB. Nesse mesmo ano, o Jornal de Alagoas expôs o fato do parlamentar fazer propaganda da doutrina do Sigma no legislativo estadual. Conta o periódico que em uma das sessões, o deputado Lages solicitou que seus companheiros de Casa distribuíssem alguns boletins integralistas enquanto discursava. Exerceu o mandato até 1937, quando teve o mandato extinto com a investidura do Estado Novo, que suprimiu todos os órgãos legislativos do país.
Professor da Universidade Federal de Alagoas e diretor da Faculdade de Direito, foi conselheiro do Tribunal de Contas do Estado dirigiu a Carteira de Colonização do Banco do Brasil e a Caixa Econômica Federal. Retornou à política pela UDN ao eleger-se suplente do senador Freitas Cavalcanti em 1954. Com a renúncia do titular para ocupar uma vaga no Tribunal de Contas da União, foi efetivado em 1961. Candidato a governador de Alagoas em 1955 foi derrotado por Muniz Falcão (PSP), entretanto foi escolhido para ocupar esse cargo via ARENA em 1970 pelo presidente Emílio Garrastazu Médici, tendo sido eleito pela Assembleia Legislativa de Alagoas em 3 de outubro, assumindo o governo do estado em 15 de março de 1971.